# Cloyes-sur-Marne
Cloyes-sur-Marne is een gemeente in het Franse departement Marne (regio Grand Est) en telt 119 inwoners (2009). De plaats maakt deel uit van het arrondissement Vitry-le-François.

## Geografie
De oppervlakte van Cloyes-sur-Marne bedraagt 6,3 km², de bevolkingsdichtheid is dus 18,9 inwoners per km².
De onderstaande kaart toont de ligging van Cloyes-sur-Marne met de belangrijkste infrastructuur en aangrenzende gemeenten.

## Demografie
Onderstaande figuur toont het verloop van het inwonertal (bron: INSEE-tellingen).